# Silke Scheuermann

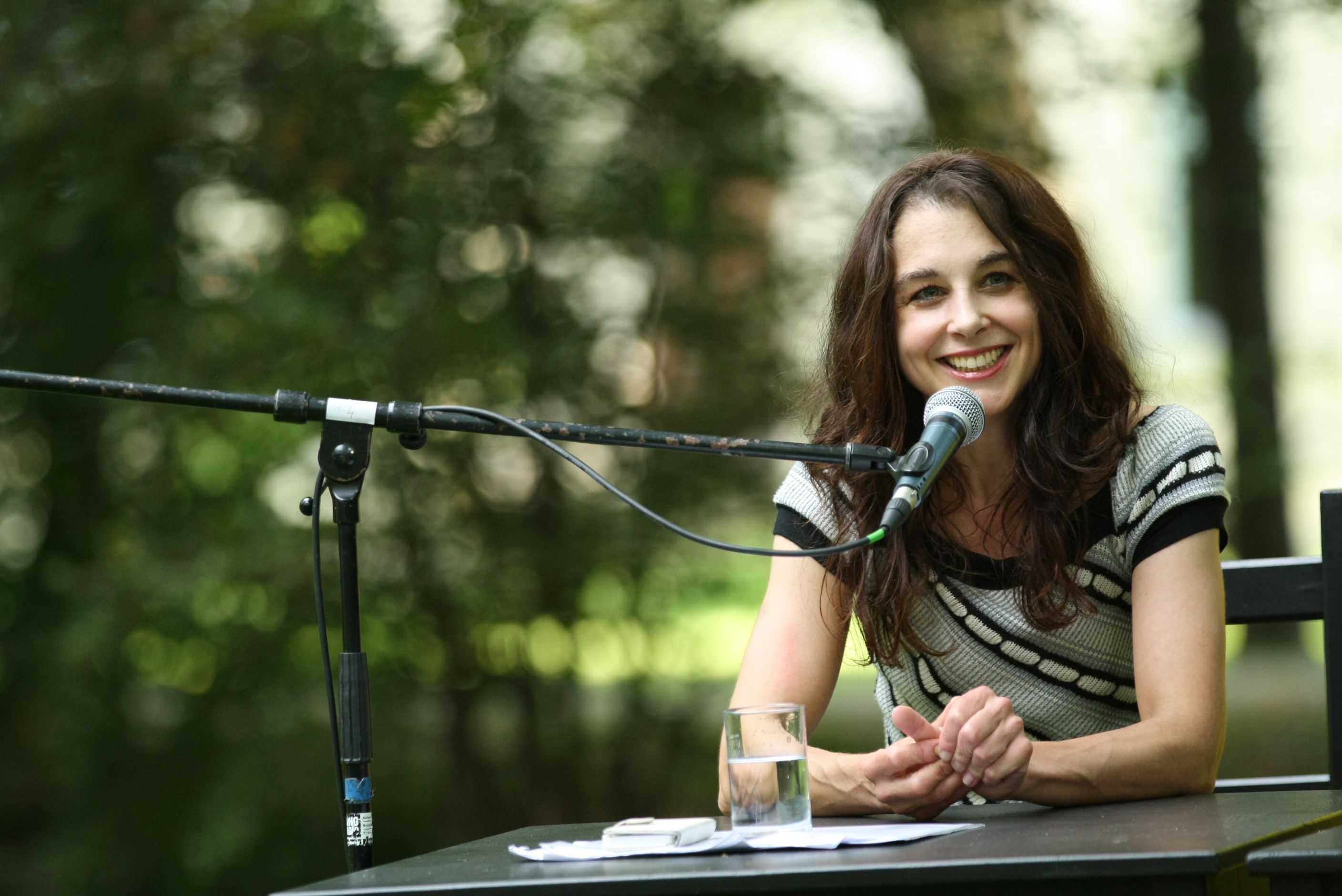
Silke Scheuermann stellt auf dem Erlanger Poetenfest 2014 ihren Gedichtband „Skizze vom Gras“ vor.

Silke Scheuermann (* 15. Juni 1973 in Karlsruhe) ist eine deutsche Schriftstellerin.

## Leben
Nach dem Abitur studierte Silke Scheuermann Theater- und Literaturwissenschaften in Frankfurt am Main, Leipzig und Paris. Sie verfasst Lyrik und Prosa, die in zahlreichen Anthologien (darunter Der Große Conrady) und Literaturzeitschriften veröffentlicht wurde.
Silke Scheuermann lebte bis 2008 in Frankfurt und ist dann in die Nachbarstadt Offenbach am Main gezogen.
Sie ist Mitglied im PEN-Zentrum Deutschland.

## Werke
Silke Scheuermann debütierte 2001 mit dem Lyrikband Der Tag an dem die Möwen zweistimmig sangen. 2007 erschien der Roman Die Stunde zwischen Hund und Wolf, für den die Autorin mit dem Förderpreis zum Grimmelshausen-Preis ausgezeichnet wurde. 2007 wurde sie zum Klagenfurter Wettlesen um den Ingeborg-Bachmann-Preis eingeladen. 2009 erhielt sie ein Stipendium der Villa Massimo.
Für die Literaturzeitschrift Volltext verfasst sie regelmäßig die Kolumne Lyrischer Moment. Den mit 20.000 Euro dotierten Hölty-Preis für Lyrik 2014 erhielt die Dichterin für ihr bisheriges lyrisches Werk und dabei vor allem für das Gedichtbuch Skizze vom Gras. Es handelt sich um die am höchsten dotierte Lyrikauszeichnung im deutschsprachigen Raum. 2016 wurde sie mit dem Bertolt-Brecht- und dem Robert-Gernhardt-Preis geehrt.
Im Jahr 2018 legte Scheuermann in ihren Frankfurter Poetikvorlesungen eine Poetik dar, die Poesie als besondere Sprache versteht, die sich vor allem auf innere Erfahrungen richtet und dabei neue, eigenständige Bilder entwickeln soll.
Nach einer längeren Pause bei eigenständigen Gedichtbänden veröffentlichte sie 2025 den Band Zweites Buch der Unruhe bei Schöffling & Co., der thematisch unter anderem Natur- und Tierethik, Technik- und KI-Bezüge sowie Konsumkritik aufgreift. Der Band wurde in der Presse als formal konzentriert beschrieben, mit Anklängen an romantische Traditionslinien und intertextuellen Bezügen (u. a. zu Brechts Buckower Elegien und zu Pessoa) sowie Stücken mit filmisch-musikvideoartiger Anmutung. Zugleich wird die Sammlung als Plädoyer für kontemplative Lyrik gelesen, die sich gegen allzu technikaffirmative oder rein diskursorientierte Zugriffen behauptet.

## Einzeltitel
- Der Tag an dem die Möwen zweistimmig sangen, Gedichte, Suhrkamp, Frankfurt am Main 2001, ISBN 978-3-518-12239-6
- Der zärtlichste Punkt im All, Gedichte, Suhrkamp, Frankfurt am Main 2004, ISBN 978-3-518-41593-1
- Reiche Mädchen, Erzählungen, Schöffling & Co., Frankfurt am Main 2005, ISBN 978-3-89561-370-8
- Über Nacht ist es Winter, Gedichte, Schöffling & Co., Frankfurt am Main 2007, ISBN 978-3-89561-372-2
- Die Stunde zwischen Hund und Wolf, Roman, Schöffling & Co., Frankfurt am Main 2007, ISBN 978-3-89561-371-5
- Emma James und die Zukunft der Schmetterlinge, Kinderbuch, Fischer Taschenbuch, Frankfurt am Main 2010, ISBN 978-3-596-85387-8
- Shanghai Performance, Roman (2011)[4][5], Fischer Taschenbuch, Frankfurt am Main 2012, ISBN 978-3-89561-373-9
- Die Häuser der anderen, Roman, Schöffling & Co., Frankfurt am Main 2012, ISBN 978-3-89561-374-6
- Der Tag an dem die Möwen zweistimmig sangen, Gedichte 2001–2008, Schöffling & Co., Frankfurt am Main 2013, ISBN 978-3-89561-375-3
- Skizze vom Gras, Gedichte, Schöffling & Co., Frankfurt am Main 2014, ISBN 978-3-89561-376-0
- Und ich fragte den Vogel. Lyrische Momente, Schöffling & Co., Frankfurt am Main 2015, ISBN 978-3-89561-377-7
- Wovon wir lebten, Roman, Schöffling & Co., Frankfurt am Main 2016, ISBN 978-3-89561-378-4.[6]
- Zweites Buch der Unruhe, Gedichte, Schöffling & Co., Frankfurt am Main 2025.[3]

## Herausgabe
- Jahrbuch der Lyrik (mit Christoph Buchwald; 2007)
- Helga M. Novak. Liebesgedichte. Herausgegeben und mit einem Nachwort von Silke Scheuermann (2010)

## Auszeichnungen
- 2001 Leonce-und-Lena-Preis der Stadt Darmstadt
- 2003 Literaturstipendium Lana
- 2003 Stipendium Künstlerdorf Schöppingen
- 2004 Stadtschreiberin in Beirut
- 2004 Literaturstipendium Villa Aurora, Los Angeles
- 2004 Stipendium der Kunststiftung Baden-Württemberg
- 2005 Dresdner Stadtschreiberin
- 2005 Förderpreis zum Hermann-Hesse-Preis
- 2006 Studienaufenthalt in der Casa Baldi in Olevano Romano bei Rom
- 2006 Stipendium Künstlerdorf Schreyahn
- 2006 New-York-Stipendium Deutscher Literaturfonds
- 2007 Förderpreis zum Grimmelshausen-Preis
- 2008 George-Konell-Preis
- 2009 Stipendium Villa Massimo
- 2009 Förderpreis zum Droste-Preis
- 2012 Stipendium Goethe-Institut Villa Kamogawa, Kyoto
- 2012 Poetikdozentur: junge Autoren der Hochschule RheinMain, WS 2012/13
- 2013/2014 Stipendium des Internationalen Künstlerhauses Villa Concordia in Bamberg
- 2014 Hölty-Preis[7]
- 2014 Stipendium im Rahmen des Hausacher Leselenz
- 2016 Bertolt-Brecht-Literaturpreis
- 2016 Robert-Gernhardt-Preis für das Lyrikprojekt Zweites Buch der Unruhe
- 2017 Georg-Christoph-Lichtenberg-Preis, für ihr literarisches Gesamtwerk unter besonderer Berücksichtigung ihres Romans Wovon wir lebten
- 2019 Goethe-Plakette der Stadt Frankfurt am Main[8]
- 2021 34. Poetikprofessur an der Universität Bamberg, Sommersemester 2021[9]

## Forschungsliteratur
- Bärbel Westphal: „Vom Umgang mit den Zeitgenossen. Gegenwartsdarstellung und zeitgenössische Kunst in Silke Scheuermanns Roman Shanghai Performance“. In: Linda Karlsson Hammarfelt, Edgar Platen, Petra Platen (Hg.): Erzählen von Zeitgenossenschaft. Iudicium, München 2018 (Perspektiven. Nordeuropäische Studien zur deutschsprachigen Literatur und Kultur Bd. 19), S. 182–197. ISBN 978-3-86205-597-5.
- Björn Hayer: „Flora im Widerstand: Subjektivität als ökokritische Haltung in der zeitgenössischen Lyrik: Marion Poschmann, Silke Scheuermann und Jan Wagner“. In: Gabriele Dürbeck, Christine Kanz, Ralf Zschachlitz (Hg.): Ökologischer Wandel in der deutschsprachigen Literatur des 20. und 21. Jahrhunderts. Neue Ansätze und Perspektiven. Berlin, Peter Lang 2018, S. 71–90. Volltext.
- Carola Hilmes: „Kunst als Raum der Selbstverwirklichung. Shanghai Performance von Silke Scheuermann“. In: Christiane Caemmerer, Walter Delabar, Helga Meise (Hg.): Fräuleinwunder. Zum literarischen Nachleben eines Labels. Peter Lang, Frankfurt am Main 2017. S. 87–100. ISBN 978-3-631-51120-6. Volltext.
- Evi Zemanek: „Durch die Blume: das florale Rollengedicht als Medium einer biozentrischen Poetik in Silke Scheuermanns ‚Skizze vom Gras‘ (2014).“ In: Zeitschrift für Germanistik. 28/2 2018, S. 290–309 (lizenzfrei open access).
- Gerda Nogal: „Weibliche Aussteigerfiguren in (Kon)Texten der neuesten deutschen Literatur. Alexa Hennig von Langes ‚Warum so traurig‘ (2004) und Silke Scheuermanns ‚Die Übergabe‘ (2005)“. In: Iwona Bartoszewicz, Marek Hałub, Eugeniusz Tomiczek (Hg.): Literatur und Sprache in Kontexten, Wrocław 2010, S. 53–63 (lizenzfrei open access).
- Nikola Roßbach: „Die Lyrikerinnen Tanja Dückers, Sabine Scho und Silke Scheuermann“. In: Christiane Caemmerer, Walter Delabar, Helga Meise (Hg.): Fräuleinwunder literarisch. Literatur von Frauen zu Beginn des 21. Jahrhunderts. Peter Lang, Frankfurt am Main 2005. S. 191–212. ISBN 978-3-631-51120-6
- Peter Langemeyer: „Silke Scheuermann“. In: Carola Hilmes (Hg.): Schriftstellerinnen IV. Edition t+k, München 2022, S. 136–153. ISBN print: 978-3-96707-663-9, ISBN online: 978-3-96707-664-6. Volltext.
- Thorsten Päplow: „Narrativer Vampirismus als Symptom emotionaler Mangelerscheinungen einer Wohlstandsgesellschaft – Silke Scheuermanns ‚Vampire‘“. Martin Hellström, Edgar Platen (Hg.): Armut. Iudicium, München 2012 (Perspektiven. Nordeuropäische Studien zur deutschsprachigen Literatur und Kultur Bd. 10), S. 144–160. ISBN 978-3-86205-309-4 (bearb. Version in englischer Sprache lizenzfrei open access).
- Thorsten Päplow: „Verwandlungskünstler unter sich: Elias Canettis Konzept vom Dichter als ‚Hüter der Verwandlungen‘ in Silke Scheuermanns poetologischen Selbstaussagen und in Die Stunde zwischen Hund und Wolf“. In: Linda Karlsson Hammarfelt, Edgar Platen, Petra Platen (Hg.): Erzählen von Zeitgenossenschaft. Iudicium, München 2018 (Perspektiven. Nordeuropäische Studien zur deutschsprachigen Literatur und Kultur Bd. 19), S. 198–212. ISBN 978-3-86205-597-5.